# Malick Sidibé
Malick Sidibé (Soloba, 1936 – Bamako, 14 aprile 2016) è stato un fotografo maliano noto a livello internazionale per le sue immagini in bianco e nero che ritraggono la gioventù, le feste e le famiglie di Bamako negli anni sessanta e settanta.

## Biografia
Malick Sidibé ha studiato disegno e gioielli alla scuola degli artigiani sidanesi (divenuto poi Istituto nazionale d'arte) a Bamako. Nel 1955 entra come apprendista nello studio "Photo service" di Gérard Guillat-Guignard, noto anche come Gégé la pellicule. Nel 1962 apre il proprio studio (Studio Malick) a Bamako: si consacra al reportage e alla fotografia documentaristica e ritrae la cultura giovanile e le serate danzanti della capitale maliana. Negli anni settanta si indirizza verso i ritratti in studio.
La prima edizione dei Rencontres africaines de la photographie di Bamako nel 1994 permettono a Malick Sidibé d'affermare la sua reputazione. Comincia a esporre nelle gallerie europee ed in particolare alla Fondation Cartier di Parigi, negli Stati Uniti e in Giappone.
Nel 2003 riceve il premio per la fotografia della Fondazione Hasselblad. Il 10 giugno 2007 riceve il Leone d'oro alla carriera in occasione della 52ª Biennale Arte di Venezia. Nel 2008 riceve l'Infinity Awards.

## Principali esposizioni personali
- CAV Coimbra Visual Arts Centre, Coimbra, Portogallo, 2004
- Museet for Fotokunst. Brandts Klaedefabrik, Odense, Danimarca, 2004
- Hasselblad Center, Göteborg Museum of Art, Gothembourg, Svezia, 2003-2004
- Musée Pincé, Angers, Francia, 2003
- You look beautiful like that: The Portrait of Photographs of Seydou Keïta and Malick Sidibé; Fogg Art Museum, Harvard University Art Museums, Cambridge, MA, USA; UCLA Hammer Museum, University of California, Los Angeles, CA, Stati Uniti; Norton Museum of Art, West Palm Beach FL, Stati Uniti; National Portrait Gallery, Londra, Grande Bretagne; Williams College Museum of Art, Williamstown, Massachusetts, MA, Stati Uniti, (2001-2003)
- Galleria Nazionale d'Arte Moderna, Roma, Italia, 2001
- Stedelijk Museum, Amsterdam, Paesi Bassi, 2001
- Centre d'Art Contemporain, Ginevra, Svizzera, 2000
- Museum of Contemporary Art, Chicago, Stati Uniti, 1996